# André Mikhelson
André Mikhelson (1903 — ?) foi um ator britânico nascido em Moscou. É conhecido pelo seu trabalho em O Crime do Macaco (1955), e Momento de Desespero (1953).

## Filmografia
- Desperate Moment (1953)
- The Divided Heart (1954)
- Little Red Monkey (1955)
- The Intimate Stranger (1956)
- The Diplomatic Corpse (1958)
- The Inn of the Sixth Happiness (1958)
- Beyond the Curtain (1960)
- The Middle Course (1961)
- The Long Shadow (1961)
- Gaolbreak (1962)